# Gustavo Poyet
Gustavo Augusto Poyet Domínguez (født 15. november 1967 i Montevideo, Uruguay) er en tidligere uruguayansk fodboldspiller og nuværende cheftræner for Sunderland, der spillede som midtbanespiller hos flere europæiske klubber, samt for Uruguays landshold. Af hans klubber kan blandt andet nævnes spanske Real Zaragoza, Grenoble i Frankrig samt engelske Chelsea og Tottenham Hotspur.

## Landshold
Poyet spillede i årene mellem 1993 og 2000 26 kampe for Uruguays landshold, hvori han scorede tre mål. Han repræsenterede sit land ved Copa América i 1995, hvor uruguayanerne tog titlen for 14. gang.